# Élections législatives de 2026 aux Îles Cook
Des élections législatives doivent avoir lieu aux Îles Cook vers le mois d'août 2026 afin de renouveler les vingt-quatre membres du Parlement pour un nouveau mandat de quatre ans. Le Parlement élira ensuite le Premier ministre.

## Contexte
En février 2025, le Premier ministre Mark Brown se rend à Pékin et y signe un accord de partenariat stratégique avec le gouvernement chinois, ouvrant à la voie à des investissements chinois en matière d'infrastructure, de développement économique, et d'exploitation minière des fonds marins du pays. La cheffe de l'opposition parlementaire des Îles Cook, Tina Browne, critique cet accord, d'une part à cause du risque de dégâts environnementaux provoqués par l'exploitation minière, et d'autre part car elle estime que le gouvernement compromet la relation des Îles Cook avec la Nouvelle-Zélande. En effet, le gouvernement Luxon en Nouvelle-Zélande, par son ministre des Affaires étrangères Winston Peters, accuse Mark Brown d'avoir contrevenu à l'accord de libre association qui oblige selon lui les Îles Cook et la Nouvelle-Zélande à se consulter mutuellement lorsqu'un accord de l'un avec un pays tiers peut affecter les intérêts de l'autre. Il suspend alors les financements néo-zélandais aux Îles Cook,.

## Partis politiques en lice
La politique nationale est dominée par deux principaux partis politiques dans le cadre d'un bipartisme élargi où subsistent néanmoins des partis mineurs.
Le Parti des îles Cook (CIP) est le principal parti du gouvernement de coalition sortant, du Premier ministre Mark Brown. La coalition comprend par ailleurs les deux députés indépendantes et l'unique député du Mouvement pour l'unité des Îles Cook. Nationaliste, visant la sauvegarde de la culture des îles Cook, le Parti des îles Cook est généralement considéré plus à gauche que le Parti démocrate, de tendance libérale et principal parti d'opposition.

## Système politique et électoral
Les Îles Cook sont un État de facto pleinement souverain bien qu'ayant choisi de jure un statut de libre association avec la Nouvelle-Zélande, qui permet au pays de bénéficier de financements néo-zélandais, et à ses citoyens d'émigrer librement en Nouvelle-Zélande, tout en ayant le droit de mener sa propre politique intérieure et étrangère. 
Le modèle politique du pays est fondé sur le système de Westminster avec un parlement qui produit et contrôle le Premier ministre et son gouvernement. L'article 13.2.a de la constitution des Îles Cook stipule ainsi que le représentant du Roi (le roi étant Charles III en sa qualité de roi de Nouvelle-Zélande) nomme Premier ministre le député qui dispose de la confiance d'une majorité au Parlement.
Le Parlement des Îles Cook est composé de vingt-quatre sièges pourvus pour quatre ans au scrutin uninominal majoritaire à un tour dans autant de circonscriptions,.

## Résultats
à venir

## Formation du gouvernement
à venir